# Inoa Lucio
Inoa Lucio García (Getafe, 22 de junio de 2003) es una jugadora de balonmano y balonmano playa que juega para el Caja Rural Aula de Valladolid y la Selección Española de Balonmano Playa.

## Trayectoria
Criada en la cantera del Getasur, en 2021, con 18 años fichó por el Caja Rural Aula Valladolid de Miguel Ángel Peñas para cubrir el extremo derecho junto a Sara Molés y renovó en 2023. Debutó en la máxima competición nacional el 10 de septiembre de 2021. Ha sido frecuentemente convocada por las selecciones inferiores de España. 
Además de su desempeño en la pista, Inoa es jugadora de balonmano playa con el C. Bm. Getasur. En los últimos dos años se ha convertido, como ala izquierda, en una de las jugadoras de moda en las convocatorias con la Selección absoluta de Balonmano Playa(seleccionada con las categorías inferiores desde la época juvenil y campeona de Europa en 2019). Con las Guerreras de la Arena se ha proclamado subcampeona del Mundo en 2022 y subcampeona de los European Games en 2023.

### Clubes
- - 2021: Getasur
- 2021 - Actualidad: Aula de Valladolid

#### Datos(a fecha 2 de febrero de 2024)[12]
|          | Liga | Copa | EHF |
| -------- | ---- | ---- | --- |
| Partidos | 64   | 6    | 0   |
| Goles    | 141  | 19   | 0   |

## Títulos y galardones

### Selección
- 1 x  Medalla de plata[13] en el Campeonato del Mundo del Balonmano Playa (2021)
- 1 x  Medalla de plata en los Juegos Europeos (2023)

#### Selección juvenil
- 1 x  Medalla de oro en el Campeonato de Europa de Balonmano Playa (2019)